# Ẩm thực Pakistan
Ẩm thực Pakistan là một sự pha trộn tinh tế của truyền thống ẩm thực khác nhau trong khu vực Nam Á. Nền ẩm thực Pakistan rất tương tự như ẩm thực Bắc Ấn Độ, nhưng kết hợp đáng các ảnh hưởng đáng kể từ các nền ẩm thực Afghanistan, Trung Á, Trung Đông. Phong cách ẩm thực pha trộn Mughlai phổ biến nhất được tìm thấy trong hầu hết các nhà hàng ở Pakistan.
Tại Pakistan, ẩm thực khác nhau rất nhiều giữa các vùng, phản ánh sự đa dạng sắc tộc và văn hóa của đất nước. Các món ăn từ các tỉnh miền đông Punjab và Sindh có thể rất đậm và cay, đó là đặc trưng của hương vị của khu vực Nam Á. Các món ăn ở các bộ phận khác của Pakistan, đặc biệt Balochistan, Azad Kashmir, Gilgit-Baltistan, Khyber Pakhtunkhwa, và các khu vực bộ lạc liên bang quản lý cũng thể hiện thị hiếu khác biệt dựa trên những ảnh hưởng khác nhau trong khu vực.